# زمان‌پایه‌سی
زمان‌پایه‌سی (ترکی آذربایجانی: Zamanpəyəsi) یک منطقهٔ مسکونی در جمهوری آرتساخ است که در استان شوشی واقع شده‌است.